# James Harold Cannan

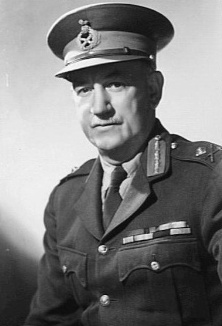
James Harold Cannan

James Harold Cannan (* 29. August 1882 in Townsville, Queensland; † 23. Mai 1976 in Sydney) war ein australischer Unternehmer und General, der in der Schlussphase des Ersten Weltkrieges eine Infanterie-Brigade an der Westfront befehligte und im Zweiten Weltkrieg als Generalquartiermeister im Südwestpazifik fungierte.

## Leben
James H. Cannan wurde 1882 als sechstes Kind von John Kearsey Cannan, einem Bankdirektor aus Brisbane, und seiner Frau Elizabeth Christian (geborene Hodgson) geboren. Die Familie übersiedelte wegen der Karriere des Vaters mehrmals in Queensland, sodass die folgenden Kinder in verschiedenen Regionen (Warwick, Ipswich und Townsville) geboren wurden. James wurde in der Brisbane Central Boys und Brisbane Grammar School ausgebildet. Nach seiner Schulzeit arbeitete er für einen Großhändler und später sieben Jahre lang bei der New Zealand Insurance & Co., bevor er Chief Agent bei der Queensland-Niederlassung der Patriotic Assurance & Co. wurde. Ab 1910 war er Manager und Chef der Betriebsleitung der Insurance Office of Australia Ltd.

### Frühe Militärkarriere
Cannan wurde am 27. März 1903 zum Lieutenant des 1st Queensland (Moreton) Regiment ernannt, das am 1. Juli 1903 zum 9th Infantry Regiment (Moreton Regiment) umbenannt wurde. Er wurde am 24. September 1907 zum Captain und am 14. August 1911 zum Major befördert. Am 1. Juli 1912 wechselte er zur 8th Infantry (Oxley Battalion) und wurde am 9. Mai 1914 zum Lieutenant-Colonel befördert und zum Kommandeur dieser Einheit ernannt.
Er heiratete am 12. Dezember 1911 Eileen Clair Ranken in der St Matthew’s Anglican Church in Sherwood, die Ehe sollte kinderlos bleiben.

### Im Ersten Weltkrieg
Als der Krieg ausbrach, wurde Cannan zum Befehlshaber von Fort Lytton ernannt, eine Position, die er vom 5. bis zum 31. August 1914 innehatte. Am 23. September 1914 trat er der Australian Imperial Force (A.I.F.) bei und übernahm den Befehl über das 15. Bataillon, dass Männer aus Queensland und Tasmanien umfasste. Das 15. Bataillon schiffte sich am 22. Dezember 1914 in Melbourne ein und erreichte Alexandria am 31. Januar 1915, wo sich die australische 4. Brigade in Heliopolis versammelte und ihre Ausbildung fortsetzte.
Am 25. April 1915 abends landete das 15. Bataillon am kleinen Anzac-Cove und begann seine Beteiligung an der Schlacht von Gallipoli. Cannan wurde mit der Hälfte seines Bataillons gesandt um die entstandene Lücke zwischen der 2. und 3. Brigade zu schließen. Am 3. Mai früh am Morgen machten die Türken einen Angriff auf die Stellungen des 15. Bataillon, wurden aber zurückgeschlagen. Im Kampf um Sari Bair litt das 15. Bataillon am 8. August schwer, wobei sieben Offiziere einschließlich des älteren Bruders D. H. Cannan im Kampf fielen. Auch James Cannan erkrankte und wurde am 4. Oktober 1915 aus dem Anzac-Brückenkopf evakuiert. Er wurde zuerst im Hospital auf Lemnos, dann im Krankenhaus in Malta behandelt, bevor er ins Allgemeine Krankenhaus nach London gebracht wurde. Für seine Einsätze während der Operationen an den Dardanellen wurde er in den Depeschen erwähnt und am 5. November 1915 als Companion des Order of the Bath ausgezeichnet. Als Cannan sich von seiner Krankheit erholt hatte, waren die Australier bereits aus Gallipoli evakuiert worden und er übernahm am 21. Januar 1916 in Ägypten wieder das Kommando über das 15. Bataillon. Die übergeordnete 2nd Division (zu der John Monasch 4. Brigade gehörte) blieb von den Aufsplittung verschont, welche die Bataillone der 1st Division betraf, die nach der Evakuierung zur Erweiterung der Divisionen der A.I.F. durchgeführt wurden.
Das 15. Bataillon verließ Alexandria am 1. Juni 1916 und schiffte sich nach Marseille ein, um an der Westfront eingesetzt zu werden. Cannan führte sein Bataillon nach Beginn der Schlacht an der Somme bei Pozières. In der Nacht des 8. August 1916 startete das 15. Bataillon einen Angriff auf den deutschen Graben vor Mouquet Farm. Cannans Verband erreichte die Ziele und übertraf diese Vorgaben sogar an einigen Stellen. Das Bataillon an seiner Flanke wurde jedoch von deutschem Maschinengewehrfeuer niedergemacht und Cannan war gezwungen, einen Teil seiner Streitkräfte wieder in eine vertretbare Position zurückzunehmen.
Am 30. August 1916 wurde Cannan als temporärer Brigadier-General zum Kommandeur der 11. Brigade ernannt und trainierte diese als Teil der 3rd Division (Major-General John Monash) in der Ebene von Salisbury in England. Cannan kehrte im November 1916 mit der 11. Brigade nach Frankreich zurück und befehligte diese im Juni 1917 in der Schlacht von Messines und im Oktober 1917 in der Schlacht von Broodseinde. Für seine Führung in der Dritten Flandernschlacht wurde Cannan als Companion des Order of St Michael and St George ausgezeichnet.
Bei den Kämpfen in der deutschen Frühjahrsoffensive von 1918 war die 11. Brigade Anfang April der erste alliierte Großverband, der den deutschen Vormarsch in Richtung auf Amiens Anfang April energisch entgegentrat. Die 11. Brigade wurde aus der 3. Division ausgewählt, um die 4th Division (Major-General Ewen George Sinclair-McLaglan) in der Schlacht bei Hamel (4. Juli 1918) teilzunehmen. Die 11. Brigade nahm auch an der Schlacht bei Amiens und an der Hunderttageoffensive teil. Für seinen Einsatz in den Schlachten im August und September 1918 wurde Cannan als Companion des Distinguished Service Order ausgezeichnet. Für seine Verdienste an der Westfront wurde Cannan auch das belgische Croix de Guerre zuerkannt, wobei seine Führungsqualitäten und seine persönliche Tapferkeit hervorgehoben wurde. Er wurde im Laufe des Krieges fünf Mal in Depeschen erwähnt.

### Zwischenkriegszeit
Cannan studierte nach dem Kriegsende im Rahmen des Army Education Scheme zwei Monate lang Versicherungspraxis in London, bevor er sich am 22. August 1919 auf His Majesty’s Australian Transporter „Anchises“ in die Heimat einschiffte. Er kam am 17. Oktober 1919 in Australien an, seine Anstellung beim A.I.F. war am 13. Dezember 1919 beendet. Cannan war am 24. September 1917 zum Brevet-Colonel der Miliz ernannt worden, blieb jedoch nach dem Krieg berechtigt, seinen A.I.F.-Rang eines Brigadier-General als Ehrenrang beizubehalten. Cannan war vom 1. Oktober 1918 bis zum 30. Juni 1920 Kommandeur des 15. Infanteriebataillons, er konnte das Kommando aber persönlich erst am 14. Dezember 1919 übernehmen. Am 1. Juli 1920 wurde er zum regulären Colonel (ehrenamtlich noch immer Brigadier-General) befördert, als er gleichzeitig das Kommando über die 2. Infanterie-Brigade übernahm. Er befehligte dann vom 1. Mai 1921 bis zum 30. April 1925 die 11. gemischte Brigade, nebenbei fungierte er vom 1. April 1920 bis 21. März 1923 als Adjutant des Generalgouverneurs und ab 19. Juni 1930 war er auch Honorary Colonel des 47. Infanteriebataillons.
Cannan kehrte zu seinem alten Job beim Insurance Office of Australia zurück und war von 1920 bis 1921 auch Vorstand der Queensland-Zweigstelle der Returned Soldiers’ and Sailors’ Imperial League of Australia. 1928 wurde er der erste Präsident der Brisbane-Niederlassung von Legacy und 1932 wurde er Leiter des Büros in Sydney. Nach über fünfzehn Jahren auf der parteilosen Liste stehend, wurde Cannan am 27. Mai 1940 zum Generalinspekteur der Verwaltung im Verteidigungsministerium ernannt. Obwohl seine Amtszeit nur kurz war, sammelte Cannan dabei wertvolle Erfahrungen in der Bürokratie.

### Im Zweiten Weltkrieg
Am 7. Juli 1940 wurde Cannan zum temporären Major-General befördert und übernahm als Nachfolger von Iven Mackay (der zum Kommandeur der 6th Division ernannt wurde) das Kommando über die 2nd Division. Da die meisten australischen Soldaten der Miliz angehörten, beschloss die Regierung 1940, dass eine direkte Vertretung der Miliz in das Hauptquartier der Armee geschickt werden sollte. Die Ernennung eines Milizoffizier in den Militärrat wurde vom Generalstabschef Generalleutnant Vernon Sturdee zwar abgelehnt, aber als er vom Premierminister Robert Menzies überstimmt wurde, bot man Cannan diesen Posten an. Infolge wurde er am 24. Oktober 1940 zum Generalquartiermeister und Mitglied des Military Board. Seine Erfahrung als Kaufmann verlieh ihm Führungsqualitäten, die sich als besonders nützlich erweisen sollten. Cannan bot 1942 seinen Rücktritt an, damit seinen Posten einem regulären Offizier übertragen werden könne, aber General Sir Thomas Blamey weigerte sich, dieses Ansuchen stattzugeben und Cannan blieb bis zum 31. Dezember 1945 in seiner Position.
Cannan meldete sich freiwillig für die Second Australian Imperial Force und wurde am 2. September 1942 angenommen. Nach der Auflösung des Military Board erstattete Cannan seine Berichte an das alliierte Hauptquartier in Melbourne unter dem Leutnant General of Administration Henry Wynter. Als Generalquartiermeister war Cannan für die Versorgungs-, Transport- und Ingenieurdienste in ganz Australien und im Südwestpazifik verantwortlich. Es war das wichtigste logistische Kommando in der australischen Geschichte. Cannan war auch für die Rationierung der amerikanischen Streitkräfte in Australien verantwortlich, bis sich das American Quartermaster Corps 1943 in der Lage fühlte, diese Funktion selbst zu übernehmen. Auf keinem anderen Kriegsschauplatz war die lokale Beschaffung von Vorräten durch die US-Streitkräfte so umfangreich und wichtig wie im Südwestpazifik. Als zusätzlich zu den amerikanischen Forderungen und einer zunehmend angespannten Personalsituation der Armee Anforderungen zur Unterstützung der britischen Pazifikflotte hinzu kommen sollten protestierte Cannan gegen die überfordernde Extravaganz, welche die US-Anforderungen kennzeichneten, während die australischen Dienste einer strengen Prüfung unterzogen war und maßvoll ausgestattet wurden. Die australische Regierung zögerte jedoch, Maßnahmen zu ergreifen, die von den amerikanischen militärischen und politischen Führern möglicherweise nicht begrüßt wurden. Nichtsdestotrotz hatte der neue Premierminister John Curtin den US-Befehlshaber im Südwestpazifik, General Douglas MacArthur erfolgreich davon überzeugt, seine Verwendung australischer Ressourcen zu rationalisieren, um auch die Unterstützung der britischen Pazifikflotte gewährleisten zu können.
Cannan überquerte während der Inspektion des Oberbefehlshabers am 21. August 1944 die Holzbrücke von Berry Springs und reiste weit in die Kampfgebiete, um die Bedingungen aus erster Hand zu erfahren. Er besuchte dabei Ende 1943 und Anfang 1944 auch die Truppen in Neuguinea. Im Oktober 1944 reiste Cannan mit General Thomas Blamey zu General Douglas MacArthur nach Hollandia (heute Jayapura, die Provinzhauptstadt des indonesischen Papua), um den Feldzug auf den Philippinen logistisch vorzubereiten. Dabei scheiterten ursprüngliche Pläne, australische Truppen auf den Philippinen einzusetzen und sie wurden stattdessen in der Borneo-Kampagne eingesetzt. Cannan persönlich besuchte ab Februar 1945 Neu-Britannien, Lae, Bougainville und Aitape und im August 195 Hollandia, Morotai, Labuan und Darwin um bei der Planung der letzten Feldzüge zu unterstützen. Cannan erhielt für seine Dienst im Zweiten Weltkrieg keinerlei Ehrungen. General Blamey hatte ihn im September 1943 zwar zum Knight Commander des Order of the British Empire nominiert, das Ansuchen wurde jedoch abgelehnt, da die Politik der Labour-Regierung keine neue Ritterwürden verleihen wollte. Im November 1945 wurde Blamey von der australischen Regierung abrupt abberufen. Auf die Frage, ob er irgendwelche Ehrungen für sich selbst wünsche, lehnte Blamey ab und forderte stattdessen die Ritterwürde für seine Generäle, einschließlich Cannan. Auch dieser Antrag wurde abgelehnt.
Cannan gab seine Position als Generalquartiermeister am 31. Dezember 1945 auf und trat am nächsten Tag als regulärer Major-General in den Ruhestand. Seine Fähigkeiten als Administrator waren nach wie vor gefragt. Im Dezember 1949 wechselte die Regierung und General Blamey schrieb an den neuen Premierminister (Robert Menzies) und erreichte für eine Reihe seiner ehemaligen Generäle den Ritterstand. Alle Ansuchen wurden stattgegeben, nur Cannan kam aus unerklärlichen Gründen nicht zu dieser Ehrung. Cannan war von 1946 bis 1947 Direktor des Hilfswerks der Vereinten Nationen und Rehabilitationsverwaltung im Südwestpazifik, von 1950 bis 1951 Chef des Australischen Roten Kreuzes in Queensland und von 1948 bis 1957 Präsident des Services Canteens Trust. Als Cannan am 23. Mai 1976 starb, war er der letzte der australischen Generäle die noch im Ersten Weltkrieg gekämpft hatten.